# Коломбо, Чарли
Ча́рли Ма́ртин Коло́мбо (англ. Charlie Martin Colombo; 20 июля 1920, Сент-Луис, Миссури — 7 мая 1986, там же) — американский футболист, полузащитник, участник чемпионата мира 1950 года. Членом Национального зала футбольной славы.

## Карьера

### Клубная
Чарли выступал за клуб «Сент-Луис Симпкинс Форд». В 1948 и 1950 годах вместе с командой становился победителем Открытого Кубка США.

### В сборной
Дебютировал в сборной в матче против Италии на Олимпийских играх 1948 года. Принимал участие в отборочных играх к чемпионату мира в Бразилии. Выступал на чемпионате мира 1950 года, сыграл в трёх матчах сборной, в том числе в знаменитой встрече против англичан в Белу-Оризонти, в которой американцы добились сенсационной победы 1:0. На следующий день после этой победы, Коломбо предложили подписать профессиональный контракт в Бразилии, но он отказался и вернулся в свою команду в Сент-Луисе. После завершения турнира Чарли Коломбо вышел на поле в футболке сборной лишь однажды – в товарищеском матче против шотландцев в Глазго, проигранном со счётом 0:6. Голов за сборную в 11 матчах он забить так и не сумел.
| Матчи Чарли Коломбо за сборную США | Матчи Чарли Коломбо за сборную США | Матчи Чарли Коломбо за сборную США | Матчи Чарли Коломбо за сборную США | Матчи Чарли Коломбо за сборную США | Матчи Чарли Коломбо за сборную США | Матчи Чарли Коломбо за сборную США |
| ---------------------------------- | ---------------------------------- | ---------------------------------- | ---------------------------------- | ---------------------------------- | ---------------------------------- | ---------------------------------- |
| №                                  | Дата                               | Место проведения                   | Соперник                           | Счёт                               | Голы                               | Турнир                             |
| 1                                  | 2 августа 1948                     | Лондон, Англия                     | Италия                             | 0:9                                | -                                  | Олимпийские игры 1948              |
| 2                                  | 6 августа 1948                     | Осло, Норвегия                     | Норвегия                           | 0:11                               | -                                  | Товарищеский матч                  |
| 3                                  | 26 сентября 1948                   | Нью-Йорк, США                      | Израиль                            | 3:1                                | -                                  | Товарищеский матч                  |
| 4                                  | 4 сентября 1949                    | Мехико, Мексика                    | Мексика                            | 0:6                                | -                                  | Кубок Американских наций 1949      |
| 5                                  | 14 сентября 1949                   | Мехико, Мексика                    | Куба                               | 1:1                                | -                                  | Кубок Американских наций 1949      |
| 6                                  | 18 сентября 1949                   | Мехико, Мексика                    | Мексика                            | 2:6                                | -                                  | Кубок Американских наций 1949      |
| 7                                  | 21 сентября 1949                   | Мехико, Мексика                    | Куба                               | 5:2                                | -                                  | Кубок Американских наций 1949      |
| 8                                  | 25 июня 1950                       | Куритиба, Бразилия                 | Испания                            | 1:3                                | -                                  | Чемпионат мира 1950                |
| 9                                  | 29 июня 1950                       | Белу-Оризонти, Бразилия            | Англия                             | 1:0                                | -                                  | Чемпионат мира 1950                |
| 10                                 | 2 июля 1950                        | Ресифи, Бразилия                   | Чили                               | 2:5                                | -                                  | Чемпионат мира 1950                |
| 11                                 | 30 апреля 1952                     | Глазго, Шотландия                  | Шотландия                          | 0:6                                | -                                  | Товарищеский матч                  |

Итого: 11 матчей, 0 голов; 3 победы, 1 ничья, 7 поражений.
После окончания карьеры стал тренером команды «Сент-Луис Эмброуз».
В 1976 году был принят в Зал Американской Футбольной Славы наряду с другими игроками сборной образца 1950 года.
Умер в мае 1986 года в родном городе Сент-Луисе. Похоронен там же на католическом кладбище святых Петра и Павла.

## Интересные факты
- Был известен под прозвищем «Перчатка», потому что всегда играл в перчатках независимо от погоды.
- В 2005 году вышел фильм «Игра их жизней» о выступлении сборной США на чемпионате мира 1950 года, в частности, о легендарной победе над сборной Англии. Роль Коломбо сыграл Костас Мэндилор.